# Honda CB 360
La Honda CB 360 (chiamata anche CB 360G o CB 360T) è una motocicletta prodotta dalla casa motociclistica giapponese Honda dal 1973 al 1976.

## Descrizione

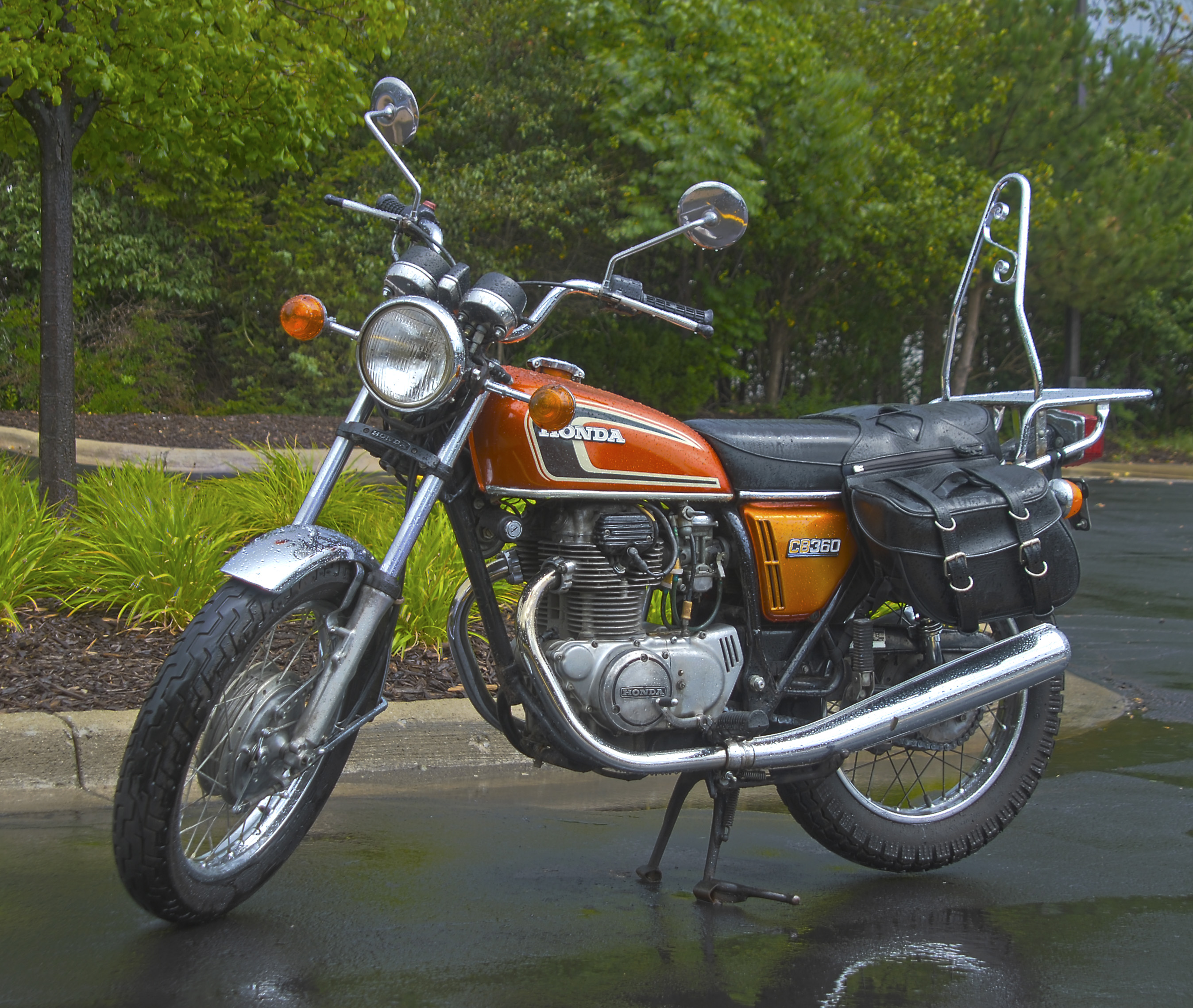

Il modello è spinto da un motore a quattro tempi bicilindrico in linea, raffreddato ad aria e dalla cilindrata di 356 cm³, con distribuzione a singolo albero a camme in testa (SOHC) a 2 valvole per cilindro, per un totale di 4, alimentato da un doppio carburatore e abbinato a un cambio a sei marce. 
Erede della Honda CB 350, si collocava bel listino Honda come un'alternativa più economica alle quattro cilindri CB 350F e CB 400F. Il motore da 356 cc era stato messo a punto per avere più coppia. Il modello CB 360 base era dotato di freni a tamburo anteriori e posteriori, mentre la versione CB360T aveva un freno a disco idraulico all'anteriore.